# Dorfkirche Langnow

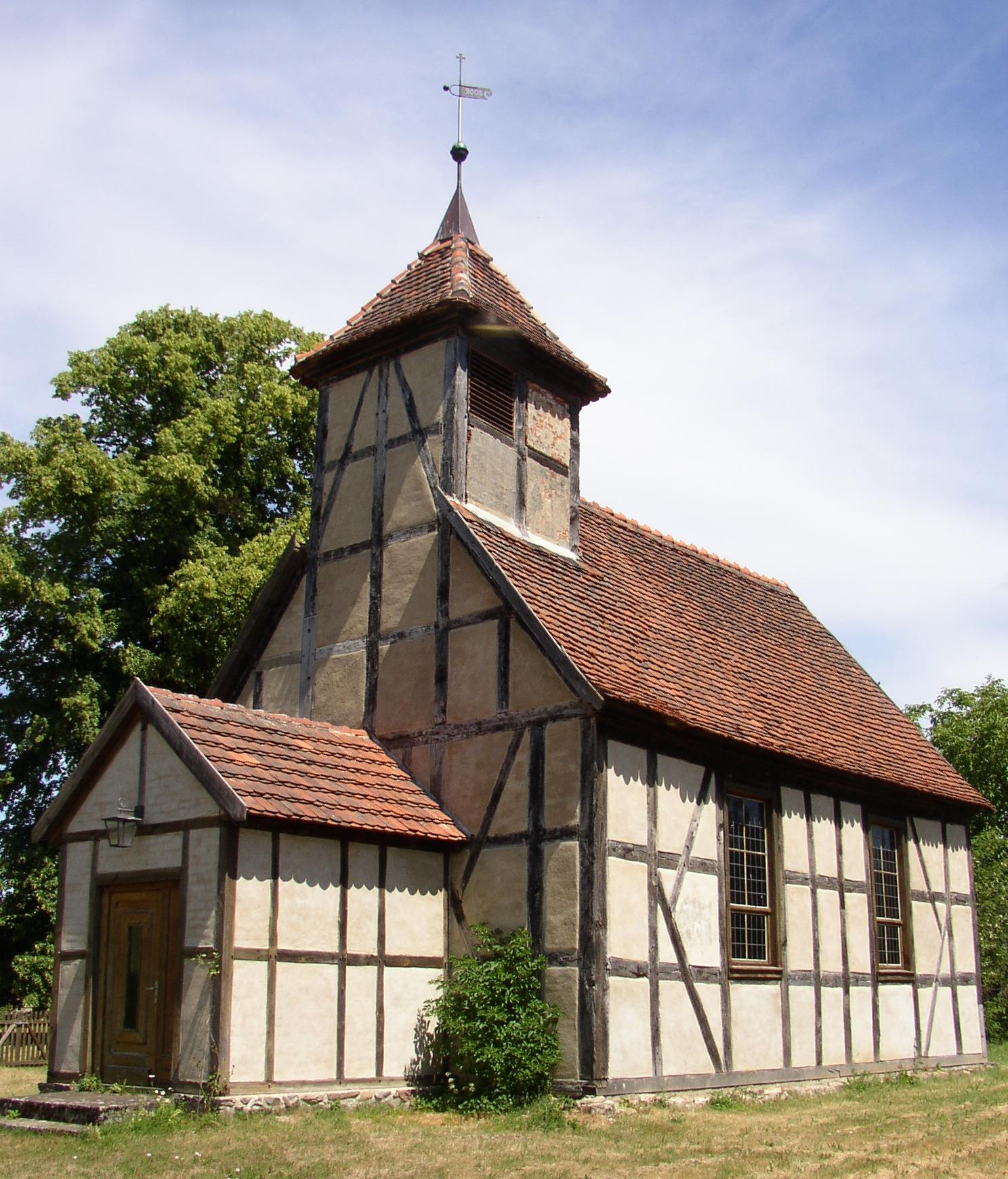
Dorfkirche Langnow

Die evangelische, denkmalgeschützte Dorfkirche Langnow steht in Langnow, einem Dorf im Ortsteil Boddin-Langnow der Gemeinde Groß Pankow im Landkreis Prignitz in Brandenburg. Die Kirche gehört zur Kirchengemeinde Luchleben im Kirchenkreis Prignitz der Evangelischen Kirche Berlin-Brandenburg-schlesische Oberlausitz.

## Beschreibung
Das rechteckige Langhaus der Fachwerkkirche wurde 1791 erbaut. Ihre verputzten Gefache sind mit Backsteinen ausgefüllt. Das Satteldach des Langhauses trägt im Westen einen quadratischen Giebelturm mit Zeltdach. Um 1900 wurde der Westseite des Langhauses ein Anbau aus Holzfachwerk vorgesetzt, der hinter dem Portal ein kleines Vestibül beherbergt. Im Jahr 2006 fanden Sanierungsarbeiten an der Kirche statt.
Zur Kirchenausstattung gehört ein aus Teilen verschiedener Altäre zusammengesetzter Kanzelaltar, wobei die Statuen von Heiligen z. T. mit falschen Symbolen versehen wurden. Er wurde von Robert Sandfort neu gefasst.